# Родрі Морган
Гівел Родрі Морган (англ. Hywel Rhodri Morgan; 29 вересня 1939, Кардіфф — 17 травня 2017) — валлійський політик, член Лейбористської партії. Перший міністр Уельсу з 2000 по 2009 рік.

## Життєпис
Він навчався в Оксфордському і Гарвардському університетах. Між 1974 і 1980 він працював фахівцем з промислового розвитку у Раді графства Південний Гламорган, до 1987 року очолював офіс Європейського Союзу в Уельсі.
У 1987 році він був обраний членом Палати громад. З 1988 по 1994 роки він був представником тіньового уряду з питань навколишнього середовища. З 1997 по 1999 рік Морган був головою парламентської Спеціальної комісії з питань державного управління. Крім того, він був Front Bench представником опозиції з енергетичних (1988—1992) і уельським питань (1992—1997). Морган втратив членство у парламенті після виборів 2001 року.